# انجمن پژوهش رایش
انجمن پژوهش رایش (Reichsforschungsrat) در آلمان نازی در سال ۱۹۳۷ زیر نظر وزارت آموزش و پرورش آلمان و به منظور برنامه‌ریزی متمرکز بر پژوهش‌های بنیادی و کاربردی به جز تحقیقات هوانوردی ایجاد شده بود.
این انجمن به ابتکار اریک شومان (Reichsforschungsrat، شورای تحقیقات رایش) در ۱۶ مارس سال ۱۹۳۷ توسط برنهارد روست (Reichserziehungsministerium، وزیر وزارت آموزش و پرورش رایش) افتتاح شد.

## پژوهشها
انجمن تحقیق رایش بر روی پروژه‌های اس اس هم تحقیق می کرد. تحقیقاتی که شامل آزمایشهایی بر روی اسیران بازداشتگاهای جنگی نیز می شد. 

## کتابشناسی
- Hentschel, Klaus, editor and Ann M. Hentschel, editorial assistant and Translator Physics and National Socialism: An Anthology of Primary Sources (Birkhäuser, 1996) ISBN 0-8176-5312-0
- Macrakis, Kristie Surviving the Swastika: Scientific Research in Nazi Germany (Oxford, 1993) ISBN 0-19-507010-0